# Liste des cantons des Hautes-Alpes

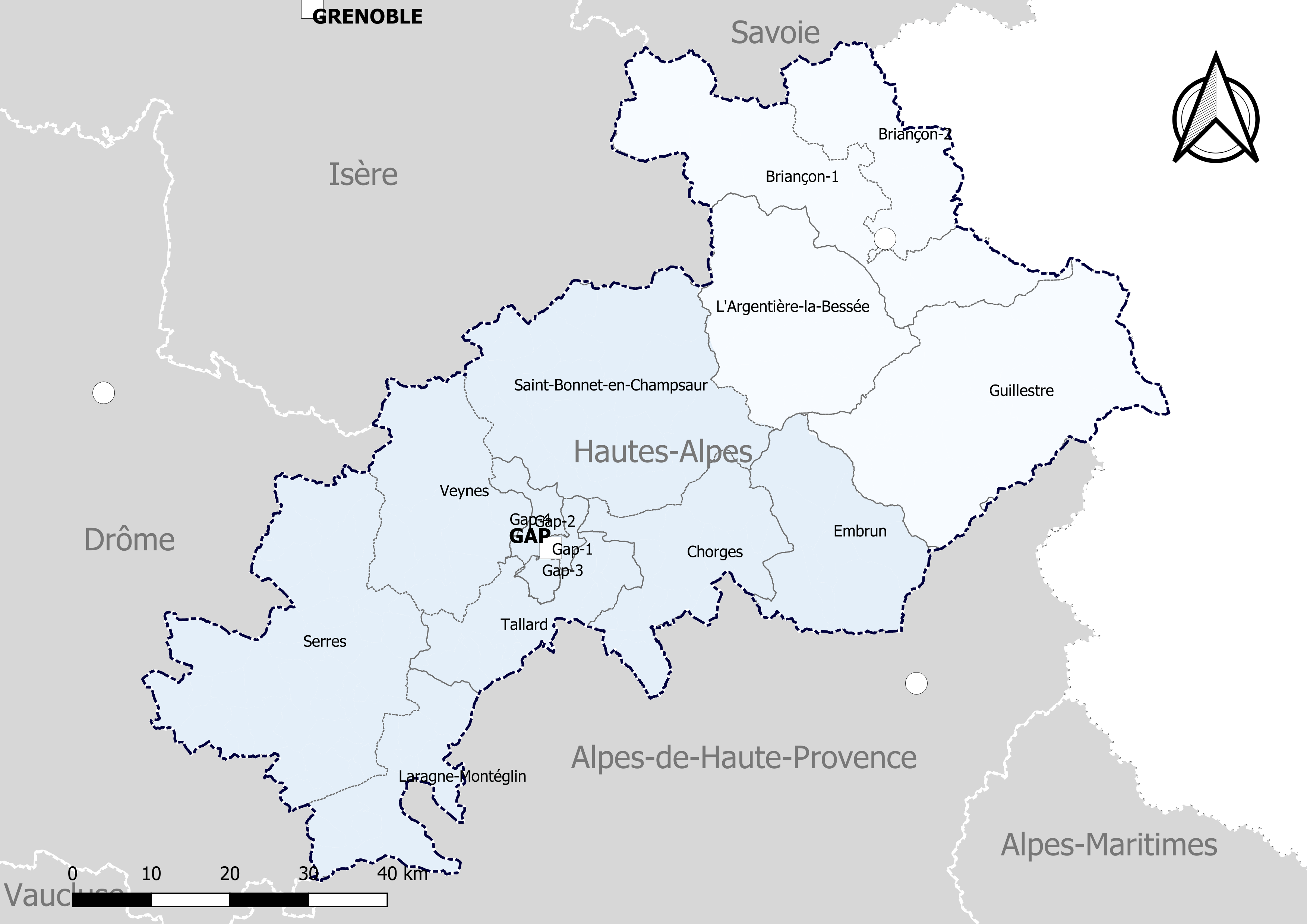
Découpage cantonal du département des Hautes-Alpes, avec en surimpression les arrondissements (en nuances de bleu). Carte arrêtée au 1er janvier 2019.

Le département des Hautes-Alpes compte 15 cantons depuis le redécoupage cantonal de 2014 (30 cantons auparavant).

## Histoire

### Découpage cantonal antérieur à 2015

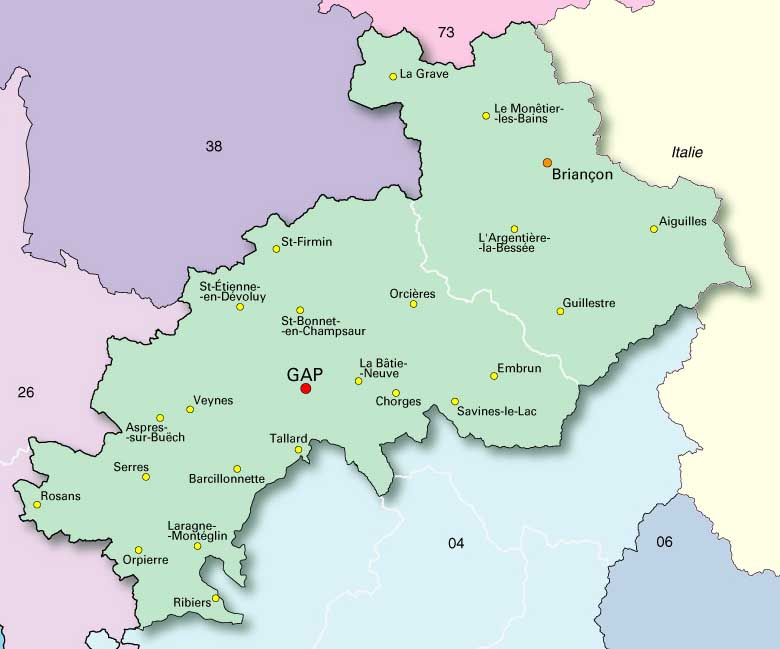
Localisation géographique des chefs-lieux de canton des Hautes-Alpes

Le département des Hautes-Alpes compte 30 cantons :
- 7 cantons dans l'arrondissement de Briançon : canton d'Aiguilles - canton de L'Argentière-la-Bessée - canton de Briançon-Nord - canton de Briançon-Sud - canton de La Grave - canton de Guillestre - canton du Monêtier-les-Bains

- 23 cantons dans l'arrondissement de Gap : canton d'Aspres-sur-Buëch - canton de Barcillonnette - canton de La Bâtie-Neuve - canton de Chorges - canton d'Embrun - Gap-Campagne - Gap-Centre - Gap-Nord-Est - Gap-Nord-Ouest - Gap-Sud-Est - Gap-Sud-Ouest - canton de Laragne-Montéglin - canton d'Orcières - canton d'Orpierre - canton de Ribiers - canton de Rosans - canton de Saint-Bonnet-en-Champsaur - canton de Saint-Étienne-en-Dévoluy - canton de Saint-Firmin - canton de Savines-le-Lac - canton de Serres - canton de Tallard - canton de Veynes

Briançon et Gap sont chefs-lieux de plusieurs cantons (respectivement 2 et 6).

### Redécoupage cantonal de 2014
Dans la poursuite de la réforme territoriale engagée en 2010, l'Assemblée nationale adopte définitivement le 17 avril 2013 la réforme du mode de scrutin pour les élections départementales destinée à garantir la parité hommes/femmes. Les lois (loi organique 2013-402 et loi 2013-403) sont promulguées le 17 mai 2013. Un nouveau découpage territorial est défini par décret du 20 février 2014 pour le département des Hautes-Alpes. Celui-ci entre en vigueur lors du premier renouvellement général des assemblées départementales suivant la publication du décret, soit en mars 2015. Les conseillers départementaux sont élus au scrutin majoritaire binominal mixte. Les électeurs de chaque canton éliront au Conseil départemental, nouvelle appellation des Conseils généraux, deux membres de sexe différent, qui se présenteront en binôme de candidats. Les conseillers départementaux seront élus pour 6 ans au scrutin binominal majoritaire à deux tours, l'accès au second tour nécessitant 12,5 % des inscrits au 1er tour. En outre la totalité des conseillers départementaux est renouvelée.
Ce nouveau mode de scrutin nécessite un redécoupage des cantons dont le nombre est divisé par deux avec arrondi à l'unité impaire supérieure si ce nombre n'est pas entier impair et avec des conditions de seuils minimaux. Dans les Hautes-Alpes le nombre de cantons passe ainsi de 30 à 15.
Les critères du remodelage cantonal sont les suivants : le territoire de chaque canton doit être défini sur des bases essentiellement démographiques, le territoire de chaque canton doit être continu et les communes de moins de 3 500 habitants sont entièrement comprises dans le même canton. Il n’est fait référence, ni aux limites des arrondissements, ni à celles des circonscriptions législatives.
Conformément à de multiples décisions du Conseil constitutionnel depuis 1985 et notamment  sa décision no 2010-618 DC du 9 décembre 2010,  il est admis que le principe d’égalité des électeurs au regard des critères démographiques est respecté lorsque le ratio conseiller/habitant de la circonscription est compris dans une fourchette de 20 % de part et d'autre du ratio moyen conseiller/habitant du département. Pour le département des Hautes-Alpes, la population de référence est la population légale en vigueur au 1er janvier 2013, à savoir la population millésimée 2010, soit 136 971 habitants. Avec 15 cantons la population moyenne par conseiller départemental est de 9 131 habitants. Ainsi la population de chaque nouveau canton doit-elle être comprise entre 7 305 habitants et 10 958 habitants pour respecter le principe de l'égalité citoyenne au vu des critères démographiques.

## Composition actuelle

### Composition détaillée
| N° | Nom du Canton             | Bureau centralisateur     | Population 2010              | Écart /moyenne | Nombre de communes entières | Communes composant le canton |
| -- | ------------------------- | ------------------------- | ---------------------------- | -------------- | --------------------------- | --- |
| 1  | L'Argentière-la-Bessée    | L'Argentière-la-Bessée    | 6 611                        | 0,72           | 8                           | L'Argentière-la-Bessée, Champcella, Freissinières,Puy-Saint-Vincent, La Roche-de-Rame, Saint-Martin-de-Queyrières, Vallouise-Pelvoux, Les Vigneaux. |
| 2  | Briançon-1                | Briançon                  | 1 400 + Fraction de Briançon |                | 9 + Fraction de Briançon    | 1° Les communes suivantes : Cervières, La Grave, Le Monêtier-les-Bains, Puy-Saint-André, Puy-Saint-Pierre, Saint-Chaffrey, La Salle-les-Alpes, Villar-d'Arêne, Villar-Saint-Pancrace. 2° La partie de la commune de Briançon située à l'ouest d'une ligne définie par l'axe des voies et limites suivantes : depuis la limite territoriale de la commune de Puy-Saint-Pierre, ligne droite jusqu'au carrefour entre le chemin de Fortville et l'avenue du Dauphiné, avenue du Dauphiné, avenue du Professeur-Forgues, avenue de la Libération, chemin de la Tour, avenue du Général-Barbot, avenue du 159e-Régiment-d'Infanterie-Alpine, avenue Maurice-Petsche, route de Gap, ligne droite jusqu'à la limite territoriale de la commune de Puy-Saint-Pierre, en passant par l'extrémité de la route de Puy-Saint-Pierre. |
| 3  | Briançon-2                | Briançon                  | 1 400 + Fraction de Briançon |                | 3 + Fraction de Briançon    | 1° Les communes suivantes : Montgenèvre, Névache, Val-des-Prés. 2° La partie de la commune de Briançon non incluse dans le canton de Briançon-1. |
| 4  | Chorges                   | Chorges                   | 9 857                        | 1,08           | 17                          | La Bâtie-Neuve, Bréziers, Chorges, Espinasses, Montgardin, Prunières, Puy-Saint-Eusèbe, Puy-Sanières, Réallon, Remollon, Rochebrune, La Rochette, Rousset, Saint-Apollinaire, Le Sauze-du-Lac, Savines-le-Lac, Théus. |
| 5  | Embrun                    | Embrun                    | 10 379                       | 1,14           | 8                           | Baratier, Châteauroux-les-Alpes, Crévoux, Crots, Embrun, Les Orres, Saint-André-d'Embrun, Saint-Sauveur. |
| 6  | Gap-1                     | Gap                       | Fraction de Gap              |                | Fraction de Gap             | Partie de la commune de Gap située à l'intérieur d'un périmètre défini par l'axe des voies et limites suivantes : rue Louis-Comté, ligne droite dans le prolongement de la rue Louis-Comté jusqu'à la ligne de chemin de fer, ligne de chemin de fer de Gap à Veynes, traverse de l'Adret, rue Jean-Macé, rue du Parc-Saint-Joseph, rue Charles-Aurouze, ligne de chemin de fer de Gap à Veynes, avenue du Commandant-Dumont, rond-point du Cèdre, avenue du Maréchal-Foch, rue du Docteur-Ayasse, boulevard Bellevue, impasse du Sous-Bois, ligne droite dans le prolongement de l'impasse du Sous-Bois jusqu'à la lisière du bois de Saint-Mens, lisière du bois de Saint-Mens, rue du Collet, rue Kapadoce, route de Valserres, rue Beauregard, cours de la Luye, ligne droite perpendiculaire au cours de la Luye jusqu'à la rue de Villeneuve, rue de Villeneuve, rue du Parc, avenue Jean-Jaurès. |
| 7  | Gap-2                     | Gap                       | Fraction de Gap              |                | Fraction de Gap             | 1° La partie de la commune de Gap située à l'est d'une ligne définie par l'axe des voies et limites suivantes : depuis la limite territoriale de la commune de Jarjayes, route de Valserres, rue Kapadoce, rue du Collet, lisière du bois de Saint-Mens, ligne droite dans le prolongement de l'impasse du Sous-Bois jusqu'à la lisière du bois de Saint-Mens, impasse du Sous-Bois, boulevard Bellevue, rue du Docteur-Ayasse, avenue du Maréchal-Foch, avenue du Commandant-Dumont, ligne de chemin de fer de Gap à Veynes, rue Charles-Aurouze, chemin de Bonne, torrent de Bonne, ligne droite entre l'intersection du torrent de Bonne et du chemin de Valbonne et l'intersection de la rue de Bonne et l'avenue du Commandant-Dumont, avenue du Commandant-Dumont, route de la Descente, limite nord des lotissements du Pont-Blanc et du Château-de-Clos, chemin de l'Oratoire, rue de Villarobert, rue du Plan, rue Résidence-Serre-du-Plan, limite nord du lotissement Haut-du-Plan-du-Châtelard et limite est du lotissement Plan-du-Châtelard, avenue d'Embrun, jusqu'à la limite territoriale de la commune associée de Romette ; 2° La commune associée de Romette. |
| 8  | Gap-3                     | Gap                       | Fraction de Gap              |                | Fraction de Gap             | Partie de la commune de Gap située au sud d'une ligne définie par l'axe des voies et limites suivantes : depuis la limite territoriale de la commune de Jarjayes, route de Valserres, rue Beauregard, cours de la Luye, ligne droite perpendiculaire au cours de la Luye jusqu'à la rue de Villeneuve, rue de Villeneuve, rue du Parc, avenue Jean-Jaurès, rue Louis-Comté, rue Santos-Dumont, rue Saint-Exupéry, rue des Sagnières, rue du Millepertuies, rue de la Charmille, rue des Genêts, rue des Boutons-d'Or, rue des Lauriers, route des Eysagnières, ligne de chemin de fer de Gap à Veynes, jusqu'à la limite territoriale de la commune de La Freissinouse. |
| 9  | Gap-4                     | Gap                       | Fraction de Gap              |                | Fraction de Gap             | Partie de la commune de Gap non incluse dans les cantons de Gap-1, Gap-2 et Gap-3. |
| 10 | Guillestre                | Guillestre                | 8 124                        | 0,89           | 16                          | Abriès-Ristolas, Aiguilles, Arvieux, Ceillac, Château-Ville-Vieille, Eygliers, Guillestre, Molines-en-Queyras, Mont-Dauphin, Réotier, Risoul, Saint-Clément-sur-Durance, Saint-Crépin, Saint-Véran, Vars. |
| 11 | Laragne-Montéglin         | Laragne-Montéglin         | 7 841                        | 0,86           | 11                          | Barret-sur-Méouge, Éourres, Laragne-Montéglin, Lazer, Monêtier-Allemont, Le Poët, Saint-Pierre-Avez, Salérans, Upaix, Ventavon, Val-Buëch-Méouge. |
| 12 | Saint-Bonnet-en-Champsaur | Saint-Bonnet-en-Champsaur | 10 539                       | 1,15           | 25                          | Ancelle, Aubessagne, Aspres-lès-Corps, Buissard, Chabottes, Champoléon, La Chapelle-en-Valgaudémar, La Fare-en-Champsaur, Forest-Saint-Julien, Le Glaizil, Laye, La Motte-en-Champsaur, Le Noyer, Orcières, Poligny, Saint-Bonnet-en-Champsaur, Saint-Firmin, Saint-Jacques-en-Valgodemard, Saint-Jean-Saint-Nicolas, Saint-Julien-en-Champsaur, Saint-Laurent-du-Cros, Saint-Léger-les-Mélèzes, Saint-Maurice-en-Valgodemard, Saint-Michel-de-Chaillol, Villar-Loubière. |
| 13 | Serres                    | Serres                    | 7 449                        | 0,82           | 37                          | Aspremont, Aspres-sur-Buëch, La Bâtie-Montsaléon, La Beaume, Le Bersac, Chabestan, Chanousse, L'Épine, Étoile-Saint-Cyrice, Garde-Colombe, La Faurie, La Haute-Beaume, Méreuil, Montbrand, Montclus, Montjay, Montrond, Moydans, Nossage-et-Bénévent, Orpierre, Oze, La Piarre, Ribeyret, Rosans, Saint-André-de-Rosans, Saint-Auban-d'Oze, Saint-Julien-en-Beauchêne, Saint-Pierre-d'Argençon, Sainte-Colombe, Le Saix, Saléon, Savournon, Serres, Sigottier, Sorbiers, Trescléoux, Valdoule. |
| 14 | Tallard                   | Tallard                   | 9 323                        | 1,02           | 19                          | Avançon, Barcillonnette, La Bâtie-Vieille, Châteauvieux, Esparron, Fouillouse, La Freissinouse, Jarjayes, Lardier-et-Valença, Lettret, Neffes, Pelleautier, Rambaud, Saint-Étienne-le-Laus, La Saulce, Sigoyer, Tallard, Valserres, Vitrolles. |
| 15 | Veynes                    | Veynes                    | 5 924                        | 0,65           | 8                           | Châteauneuf-d'Oze, Le Dévoluy, Furmeyer, Manteyer, Montmaur, Rabou, La Roche-des-Arnauds, Veynes. |
|    |                           |                           | 136 971                      |                | 177                         | |

### Répartition par arrondissement
Contrairement à l'ancien découpage où chaque canton était inclus à l'intérieur d'un seul arrondissement, le nouveau découpage territorial s'affranchit des limites des arrondissements. Certains cantons peuvent être composés de communes appartenant à des arrondissements différents mais ce n'est pas le cas dans le département des Hautes-Alpes.
Le tableau suivant présente la répartition par arrondissement :
| N° | Canton                    | Briançon              | Gap          | Total                 |
| -- | ------------------------- | --------------------- | ------------ | --------------------- |
| 1  | L'Argentière-la-Bessée    | 9                     |              | 9                     |
| 2  | Briançon-1                | 9 + Fraction Briançon |              | 9 + Fraction Briançon |
| 3  | Briançon-2                | 3 + Fraction Briançon |              | 3 + Fraction Briançon |
| 4  | Chorges                   |                       | 17           | 17                    |
| 5  | Embrun                    |                       | 8            | 8                     |
| 6  | Gap-1                     |                       | Fraction Gap | Fraction Gap          |
| 7  | Gap-2                     |                       | Fraction Gap | Fraction Gap          |
| 8  | Gap-3                     |                       | Fraction Gap | Fraction Gap          |
| 9  | Gap-4                     |                       | Fraction Gap | Fraction Gap          |
| 10 | Guillestre                | 16                    |              | 16                    |
| 11 | Laragne-Montéglin         |                       | 13           | 13                    |
| 12 | Saint-Bonnet-en-Champsaur |                       | 27           | 27                    |
| 13 | Serres                    |                       | 41           | 41                    |
| 14 | Tallard                   |                       | 19           | 19                    |
| 15 | Veynes                    |                       | 8            | 8                     |
|    |                           | 38                    | 139          | 177                   |